# كأس يوغوسلافيا 1951
كأس يوغوسلافيا 1951 هو الموسم 5 من كأس يوغوسلافيا. أشرف على تنظيمه اتحاد صربيا لكرة القدم، وكان عدد الأندية المشاركة فيه 1379، وفاز فيه نادي دينامو زغرب.